# Eulachnus pinitabulaeformis
Eulachnus pinitabulaeformis är en insektsart. Eulachnus pinitabulaeformis ingår i släktet Eulachnus och familjen långrörsbladlöss. Inga underarter finns listade i Catalogue of Life.